# فهرست علف‌های هرز ایران
علف‌های هرز ایران بسیار متنوع و از تیره‌ها یا خانواده‌های مختلف‌اند. گیاه هرز گیاهی است که ناخواسته در مکانهای مورد استفاده انسان مثل زمین‌های کشاورزی٬ مراکز صنعتی٬ راه‌ها٬ و به‌طور کلی در محیط رشد می‌کند و ایجاد مزاحمت میکند؛ برای مثال در کشاورزی با رقابت با گیاه اصلی به کشت لطمه می‌زند. بنابراین گیاه هرز ماهیتا بی‌مصرف یا  مضر نیست بلکه از نظر انسان  هرز به‌شمار می‌رود.
بسیاری از گیاهانی که در اینجا نام برده می‌شوند مصرف خوراکی و علوفه‌ای و داروئی و تزئینی هم دارند.
- اسپند
- اویارسلام
- آلاله
- بابونه
- بارهنگ
- بومادران
- پرپهن
- پنیرک
- تاتوره
- تاج خروس
- جارو
- حرا
- خار شتر
- خار شکر
- خاکشیر
- خرفه
- خوشاریزه
- خیارک
- درمنه
- زبان پس قفا
- زنبق
- سلمک
- شبدر
- شقایق
- شکر تیغال
- شمعدانی
- شنگ
- قدومه
- قمیش
- کاسنی
- کنگر
- گزنه
- گل قاصد
- گل گاوزبان
- گل گندم
- گون
- مینا چمنی
- نعنا
- نی

1. ↑  https://www.thefreedictionary.com/weed
2. ↑  https://www.britannica.com/plant/weed